# Декларация за независимост (Азербайджан)
Декларацията за независимост на Азербайджан (на азербайджански: Azərbaycanın İstiqlal Bəyannaməsi) е декларация, с която се обявява независимостта на Азербайджанската демократична република от Руската империя. Азербайджан е обявен за независим в Тифлис на 28 май 1918 г.
Азербайджанската демократична република е основана от Азербайджанския национален съвет в Тифлис на 28 май 1918 г. след разпадането на Руската империя, което започва с Октомврийската революция от 1917г. Мюсюлманското представителство в несъществуващия Закавказийски сейм се създава от Азербайджанския национален съвет, а на 28 май 1918 г. е съобщено за раждането на новата нация. Азербайджан става името на държава с около 2 милиона души. Народи от различин етноси, между които татари, закавказки мюсюлмани и кавказки турци, официално се превръщат в азербайджанци.

## История
В началото на 1918 г. политическата ситуация в Кавказ продължава да е критична. Руско-германските мирни преговори в Брест-Литовск се провалят, а германски и турски войски започват атака на 6 декември 1917 г. в Кавказ. Турските войски успяват да да превземат провинциите Карс и Батуми.
Депутати от Закавказието, избрани за Руския предприемачески съвет, решават да създадат Закавказкия сейм (Закавказкият парламент като официален държавен орган на страната) на 14 февруари 1918 г. 
В Завказкия сейм са включен 30 депутати от партията Мусават и Демократическата партия на неутралните хора, 7 депутати от мюсюлманските социалисти, 3 депутати от партията Итихад и 4 депутати от Демократичната социалистическа демократична партия на Меншевик. В резултат на това 44 азербайджанци провеждат Закавказкия сейм и създават Мюсюлманската фракция на Сейма:

## Приемане
На 28 май 1918 г. в двореца на бившия губернатор в Кавказ в Синия салон за мюсюлманска група от Закавказкия сейм, членове на Националния съвет на Азербайджан се събират на заседание под председателството от д-р Хасан бей Агаев. Той присъстмащите участници за разпадането на Закавказкия сейм, както и за преобладаващата в региона вътрешна и външна ситуация. Агаев повдига темата за обявяване на независимостта на Азербайджан.
След дълго и задълбочено обсъждане секретарят Мустафа Махмудов прочита имената на гласувалите. С 24 гласа „за“ и 2 „въздържали се“ е приета Декларацията за независимост на Азербайджан. Декларацията е подписана от Хасан бей Агаев, Фатали Хан Хойски, Насиб Юсифбейли, Джамо бей Хаджински, Шафи бей Рустамбейли, Нариман бей Нариманбейов, Явад Малик-Йеганов и Мустафа Махмудов. Единствено Джафар Ахундов и един от лидерите на партия „Итихад“ Маджид султан Гани Задех не гласуват за приемането на Декларацията.

### Паметник
Паметник в чест на Декларацията за независимост е издигнат на улица Истиглалият и открит на 25 май 2007 г. Декларацията за независимост (приета в Тбилиси, 1918 г.), написана в двата варианта с бивши азербайджански букви и латински букви, са издълбани на паметника. Президентът Илхам Алиев присъства на церемонията по откриването. Паметникът е издигнат между сградата на Института по ръкописи на Азербайджан и сградата на Азербайджанския държавен икономически университет.

### Държавен празник
Денят, в който е приета Декларацията за независимост, е обявен за национален празник на Република Азербайджан и се отбелязва като такъв от 28 май 1990 г. 